# Lạc cúc
Lạc cúc (danh pháp khoa học: Gaillardia pulchella) là một loài thực vật có hoa trong họ Cúc. Loài này được Foug. mô tả khoa học đầu tiên năm 1788.